# Tegernsee (město)
Tegernsee je lázeňské město v zemském okrese Miesbach ve spolkové zemi horní Bavorsko v Německu. Leží jižně od Mnichova v Tegernském údolí na východním břehu Tegernského jezera, v předhůří Alp. Centrem města protéká potok Alpbach. Město i s okolím je chráněnou krajinnou oblastí. 
V roce 2022 zde žilo 3 668 obyvatel.

## Poloha
Celé jezero včetně jediného ostrova (Ringseeinsel) je součástí katastru města. Asi čtyři kilometry východně od centra města, na hranici s městem Rottach-Egernse, se tyčí hora Baumgarten Schneid o výšce 1448 metrů.
Sousedními obcemi jsou Gmund na severu, Rottach-Egern na jihu a Bad Wiessee leží na západním břehu jezera Tegernsee. Na východě obec Tegernsee hraničí s územím obce Schliersee, nevede k němu ale žádná veřejná cesta.

## Historie

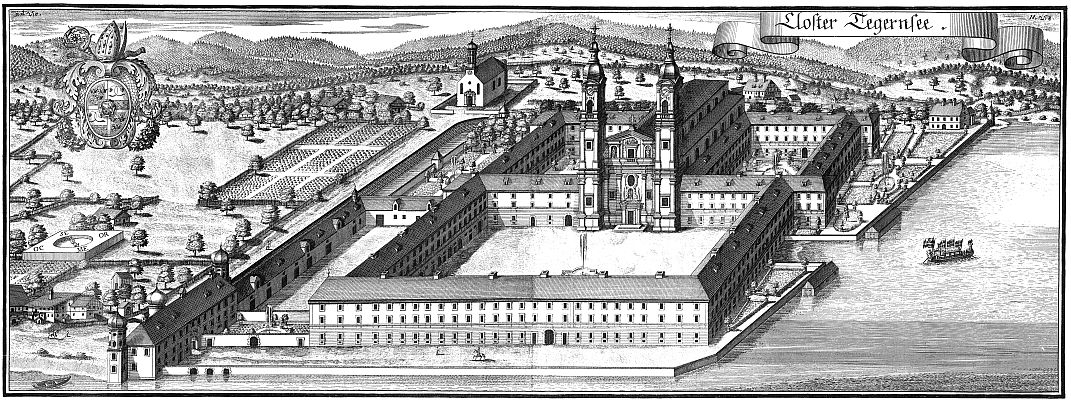
Klášter, mědiryt Michael Wening, kolem 1705

První archeologické nálezy pocházejí z doby římské se vztahují k osídlení ze 2.–3. století našeho letopočtu. 
První zmínka o založení kláštera benediktinů na tomto místě se vztahuje k roku 746, kdy jej podle legendy založili bratři Adalbert a Otakar z urozeného bavorského rodu Huesi, údajně byli dvořany franského krále Pipina III. Krátkého. Opatství dostalo staro- hornoněmecký název Tegarin seo, což znamená dlouhé jezero. Ve středověku mniši prováděli kolonizaci zalesněného území na zemědělské hospodářství. 
Podle legendy se zde narodil římský mučedník svatý Quirinus, proto si mniši vyžádali z Říma od papeže Pavla II. jeho relikvie a založili tradici poutního místa tohoto patrona. Za císaře Karla Velikého se klášter stal centrem spirituality a vzdělanosti karolínské renesance, měl rozsáhlou knihovnu a školu. Stavební komplex patřil k největším v Bavorsku a mniši vedli klášter až do sekularizace v roce 1803.
Po sekularizaci byl zbořen malý farní kostel (na rytině zachycený vlevo vzadu) a poutní tzv. Hammertalská madona z něj přenesena do kostela Sv. Ducha v Mnichově. Během 19. století klášterní budovy získal bavorský král Maxmilián I. Josef, vstupní křídla kláštera dal zbořit, konvent a prelaturu adaptovat a využíval je jako rezidenční zámek. K založení anglického parku angažoval proslulého tvůrce Friedricha Ludwiga Sckella.  Obec získala de facto městská práva, protože zde sídlila okresní správa a okresní i krajský soud.
Místo a jezero přitahovaly hosty jako klimatické lázně (bez balneologického provozu), umělce a postupně převážil běžný turistický ruch, který trvá dosud celoročně. V roce 1922 bylo Tegernsee dějištěm bavorského lyžařského šampionátu.
Počátkem druhé světové války byly nemovitosti židovským majitelům vyvlastněny, ti posláni do koncentračních táborů. Rezidence využívali pohlaváři NSDAP a důstojníci wehrmachtu. Na konci druhé světové války klášter i zdejší hotely sloužily jako nemocnice a sanatoria pro téměř 12 000 zraněných válečných uprchlíků.
Svůj heraldický znak užívá Tegernsee od roku 1886, jsou v něm listy leknínu jako znamení jezera a tři bavorské královské koruny. 15. května 1954 bylo Tegernsee bavorským státním ministerstvem vnitra povýšeno na město.

## Památky

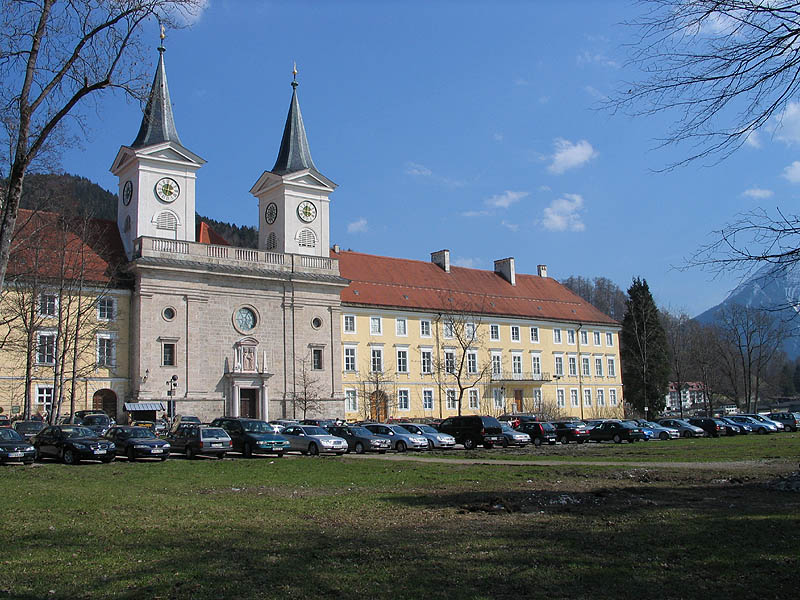
Bývalý klášter, nyní zámek

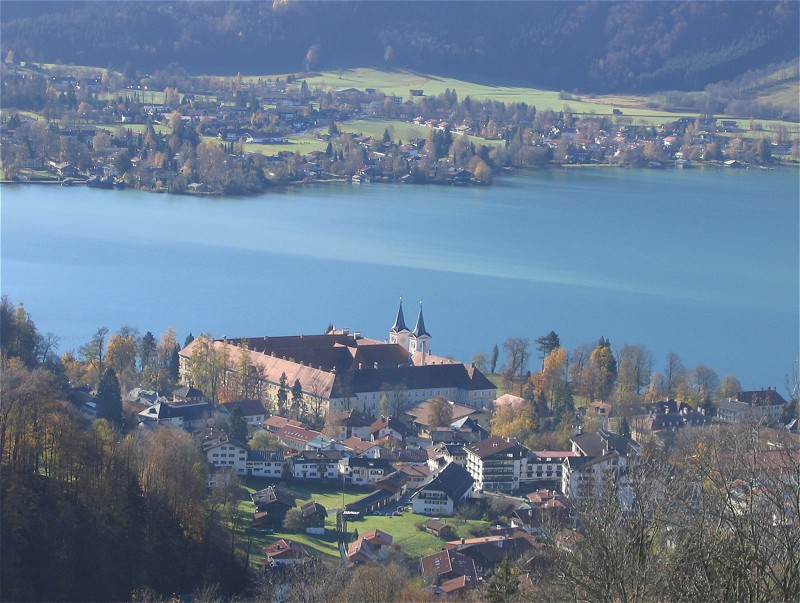
Tegernsee od severovýchodu

- Zámek, dříve benediktinský klášter, s kostelem sv. Quirina, gymnáziem, pivovarem a anglickým parkem; majetek rodiny Wittelsbachů, prohlídkový okruh a pivovar přístupné veřejnosti
- Radnice – dům v alpském stylu postaven jako škola; později sloužila jako myslivna
- Sengerschloss – novobarokní vila s věžemi z roku 1903, nyní hotel
- Vila Richter, nyní hotel
- Vila Sengerschloss, novobarokní dvouvěžová stavba, nyní hotel
- Alpské lidové domy - patrové stavby s dřevěnými balkóny, nyní hotely a penziony
- Budova železničního nádraží, z poloviny 19. století
- Volkstheater - divadlo založené roku 1898

## Muzea
- Muzeum Tegernského údolí
- Muzeum norského malíře a karikaturisty Olafa Gulbranssona (od roku 1966)

## Osobnosti
- Jan Quirin Asam, malíř a štukatér pozdního baroka
- Joseph Karl Stieler (1781–1858), bavorský dvorní malíř, žil a tvořil zde
- Karl Stieler (1842–1885), bavorský právník a básník, je zde pohřben
- Marie Gabriela Bavorská (1878–1912), bavorská vévodkyně
- Ludwig Ganghofer (1850-1920), německý spisovatel a novinář
- Ludwig Thoma (1867–1921), německý spisovatel, žil a zemřel zde

## Partnerská města
- Dürnstein, Rakousko
- Ketchum (Idaho), Spojené státy